# Ella Hunt
Ella Hunt (Devon, 29 april 1998) is een Engelse actrice.

## Biografie
Hunt groeide op in Devon op de boerderij van haar ouders. Als kind ging ze vaak mee met haar ouders naar milieuprotesten. Haar moeder was actrice en zowel Hunt als haar twee broers werden artiest.
Ze speelde onder andere in de televisieserie Cold Feet (2016). Ze werd genomineerd voor een BAFTA voor haar rol in de film Anna and the Apocalypse (2018). Van 2019 tot 2021 speelde ze de rol van Sue Gilbert in de televisieserie Dickinson.

## Filmografie

### Films
- 2024: Saturday Night - als Gilda Radner
- 2024: Horizon: An American Saga - als Juliette Chesney
- 2022: Lady Chatterley's Lover - als Mrs Flint
- 2022: Master - als Cressida
- 2019: Summer Night - als Dana
- 2019: Kat and the Band - als Kat Malone
- 2018: Anna and the Apocalypse - als Anna Shepherd
- 2018: The More You Ignore Me - als Alice
- 2014: Robot Overlords - als Alexandra
- 2012: Les Misérables
- 2011: Intruders - als Ella Foster

### Televisie
- 2019–2021: Dickinson - als Sue Gilbert (hoofdrol)
- 2018: Lore - als Lady Margit
- 2017: Endeavour - als Emma Carr
- 2016–2017: Cold Feet - als Ellie Marsden